# Shintaro Shimada
Shintaro Shimada (født 5. december 1995) er en japansk fodboldspiller, som spiller for den japanske fodboldklub Omiya Ardija.